# Figging

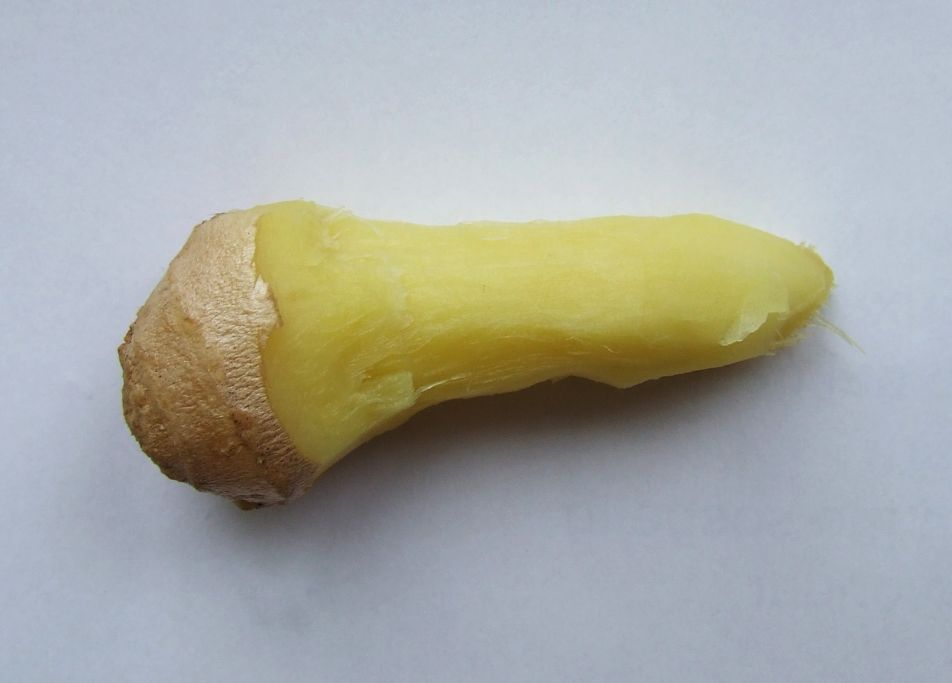
Rizoma di zenzero sagomato a dito per la pratica

Con il termine inglese figging  (dal verbo in ambito ippico to feague, pratica conosciuta anche come gingering) si designa una pratica sessuale, diffusa nell'ambito dei praticanti il BDSM, che consiste nell'inserire nell'ano della persona sottomessa un pezzo di zenzero fresco e sbucciato, con lo scopo di provocare un'immediata e forte sensazione di bruciore senza tuttavia causare danni permanenti.
Questa pratica trae origine dall'abitudine di dissimulare l'anzianità di un cavallo, inserendo nell'ano del cavallo la suddetta radice, ottenendo così il risultato di spingerlo a sollevare la coda e muoversi nervosamente, comportamenti tipici di un animale giovane.

## Storia
L'uso in campo ippico è documentato in un dizionario di slang britannico del 1811.
Come mezzo di punizione fisica, risale all'uso disciplinare su femmine schiave nella Grecia antica, adottata anche nell'Impero Romano e ufficiosamente utilizzato come metodo pedagogico disciplinare e contemplato fra le punizioni corporali nelle carceri femminili nell'Età vittoriana, così come l'uso del frustino e della sculacciata a mani nude o con paddle. L'applicazione sui bambini era un mezzo pratico per dissuaderli da stringere i glutei e indurli ad aprire le gambe, in modo che la punizione avesse la massima efficacia.
La persona detenuta sottoposta alla procedura veniva preventivamente immobilizzata per impedirle di estrarsi da sola il rizoma al giungere del massimo disagio.

## Caratteristiche
L'azione irritante sui nocicettori presenti nella mucosa anale è provocata dal gingerolo, costituente attivo dello zenzero fresco simile alla capsaicina contenuta nel peperoncino, e alla piperina contenuta nel pepe.
Per aumentare l'effetto è sufficiente immergere lo zenzero sbucciato nell'acqua fredda, in modo che possa rilasciare ancora di più i succhi contenuti al suo interno. L'effetto si esprime nei primi 2-5 minuti, per poi affievolirsi nell'arco di mezz'ora.
Viene impiegato senza l'uso di lubrificanti, che ne ridurrebbero l'azione, semplicemente bagnato in acqua e introdotto con molta cautela; la ruvidezza delle fibre del tubero possono abradere la delicata mucosa interna. La reazione istintiva di contrarre il muscolo anale non farà che aumentare notevolmente il senso di bruciore.
Per l'inserimento anale è possibile, nella sbucciatura del rizoma, dargli la sagoma di un butt plug o di un pene, ovvero ricavarne una concavità circolare in prossimità della base nella quale si richiuderà lo sfintere, in tal modo rimarrà in posizione senza aiuto esterno.

## Aspetti igienici
Come in altre attività anali, è facoltativo somministrare a scopo preventivo un clistere di acqua calda atto ad eliminare nell'ampolla rettale eventuali tracce di feci.

## Varianti
È possibile applicare questa metodica sessuale non solo riguardo all'ano, ma anche inserendo lo zenzero nella vagina o premendolo contro il clitoride.
Anche il pene può essere oggetto di questa pratica, in modo volontario o sotto costrizione nel BDSM.